# Biblioteka Uniwersytecka w Gandawie
Biblioteka Uniwersytecka w Gandawie (nl. Universiteitsbibliotheek Gent) – jedna z największych bibliotek w Belgii z siedzibą w Boekentoren (Wieży książek) przeznaczona do gromadzenia, przechowywania i opracowywania zbiorów bibliotecznych mających służyć społeczności akademickiej Uniwersytetu w Gandawie.

## Historia
W 1795 roku Gandawa została włączona do Republiki Francuskiej. Tak jak we Francji zostały zlikwidowane zakony, a majątek, tereny i budynki klasztorne przejęło państwo. Karel van Hulthem przekonał radę miejską Gandawy, aby w budynkach opactwa Baudelo gromadzić skonfiskowane archiwa, rękopisy i książki. Ponieważ w Republice Francuskiej szkolnictwo przeszło w ręce państwa, gdy szukano pomieszczeń dla Szkoły van Hulthem zaproponował, aby umieszczono ją w opactwie Baudeloo. W kościele umieszczono bibliotekę, a stary ogród warzywny przekształcono w  botaniczny, bo w szkole miano uczyć również przyrody, nie tylko łaciny i religii. Van Hulthem został mianowany bibliotekarzem  i nauczycielem historii. Gdy kilka lat później Napoleon likwiduje szkoły centralne rada miasta przejmuje bibliotekę i ogród botaniczny.
W 1817 roku Wilhelm I zakłada w Gandawie nowy uniwersytet i zawiera z miastem umowę, że biblioteka, meble i książki na czas nieokreślony zostaną przekazane nowej uczelni. W 1820 roku architekt miejski Roelandt dobudowuje do istniejącego budynku ganek z kolumnadą. W XIX wieku budynek biblioteki był kilkakrotnie remontowany tak, aby sprostać potrzebom użytkowników. Zbiory były wzbogacane poprzez zakup prywatnych kolekcji oraz darowizny mieszkańców Gandawy i pracowników uczelni. Kolekcja nazywana Gandavensia zawiera około miliona dokumentów, publikacji i wycinków zgromadzonych przez głównego bibliotekarza Ferdinanda Vander Haeghena i dokumentuje historię XIX-wiecznej Gandawy. 
Budynek opactwa, a potem biblioteki powstał jednak na terenach podmokłych. Wody gruntowe przesiąkały do piwnic i magazynów, a książki niszczały od wilgoci. Problemem było również ogrzewanie wysokich pomieszczeń, brak miejsca na nowe, rozrastające się zbiory i lokalizacja, a nowe wydziały uczelni powstały w odległych dzielnicach miasta. Już na przełomie XIX i XX wieku próbowano zbudować nowy budynek biblioteki lokując ją na terenie Blandijnbergu. Jednak protesty mieszkańców i brak środków nie pozwoliły na realizację tych planów. Przygotowanie planów nowego budynku zlecono dopiero w 1933 roku architektowi Henry'emu van de Velde. Nadał on mu formę wieży. Budowę rozpoczęto w 1935 roku, a w 1939 roku zaczęto przenosić książki do jeszcze nie do końca ukończonego budynku. Wojna nie pozwoliła architektowi zrealizować wszystkich projektów wnętrz. Na wieży Niemcy umieścili punkt obserwacyjny i działka przeciwlotnicze. W 1992 roku budynek wpisano go do rejestru zabytków.

## Zbiory
Zbiory dziedzictwa narodowego, gromadzone w Bibliotece Uniwersyteckiej, są zaraz po Bibliotece Królewskiej największymi zbiorami tego typu w Belgii. Ponieważ kolekcja sięga czasów konfiskaty dóbr zakonów i opactw, biblioteka posiada wiele religijnych i liturgicznych dzieł (np. komentarzy do Biblii, księgi godziny). W zbiorach znajdują się również dzieła Erazma z Rotterdamu, Wergiliusza, Marcina Lutra czy Jana Kalwina.
W 2007 roku biblioteka dołączyła do inicjatywy Google’a, mającej na celu digitalizację książek, które będą wówczas udostępniane za pośrednictwem Internetu.
Biblioteka gromadzi zbiory z takich dziedzin nauki jak: prawo, literatura, historia, architektura, medycyna, botanika (prace Remberta Dodoensa), matematyka (dzieła Simona Stevina), a także dzieła historyczne takie jak kroniki, atlasy Gerarda Merkatora, katalogi aukcyjne, listy, kalendarze i inne.
Biblioteka Uniwersytecka posiada w przybliżeniu od 1 500 000 do 2 000 000 woluminów, 5000 czasopism i serii oraz 4000 gazet (w tym 20 bieżących).

### Zbiory specjalne
- 136 papirusów
- 6500 rękopisów
- 700 inkunabułów
- 10 000 wczesnych druków (przed 1600)
- 40 000 listów
- ponad 100 prywatnych archiwów
- 5000 mikrofilmów
- 20 000 map
- 2000 planów architektonicznych
- 2600 starożytnych monet
- 2600 monet średniowiecznych i nowożytnych
- 2700 medali
- 5000 rysunków
- 10 000 plakatów
- 10 000 afiszy
- 20 000 grafik
- 60 000 fotografie
- 30 000 katalogów aukcyjnych
- 1500 almanachów
- 30 000 nekrologów
- ok. 1 000 000 efemeryd
- pamflety
- Gandavensia[9]
- Bibliotheca Dominicana[10].